# The Almost Good Man
The Almost Good Man é um filme norte-americano de 1917, do gênero faroeste, dirigido por Fred Kelsey, lançado pela Universal Pictures e estrelado por Harry Carey.

## Elenco
- Harry Carey ... Dick Glenning
- Claire Du Brey ... Kitty Manville
- Albert MacQuarrie
- Frank MacQuarrie
- Vester Pegg